# Eparsothrips varicornis
Eparsothrips varicornis är en insektsart som först beskrevs av Bagnall 1919.  Eparsothrips varicornis ingår i släktet Eparsothrips och familjen rörtripsar. Inga underarter finns listade i Catalogue of Life.